# Cristina López Zamora
Pour les articles homonymes, voir Cristina López, López et Zamora (homonymie).
Cristina López Zamora, née le 25 mars 1989, est une femme politique espagnole membre du Parti socialiste ouvrier espagnol (PSOE).

## Biographie

### Profession
Elle est titulaire du certificat professionnel d'agent administratif comptable.

### Activités politiques
Porte-parole de la section socialiste locale de Ciudad Real, elle devient députée en juillet 2019 après la démission de Blanca Fernández, nommée dans le gouvernement García-Page II.